# Liga I 2021-2022
Sezonul 2021-2022 al Ligii I (cunoscută și sub numele de Casa Liga 1 din motive de sponsorizare) a fost cea de-a 104-a ediție a Campionatului de Fotbal al României, și a 84-a de la introducerea sistemului divizionar. A început pe 15 iulie 2021, și s-a terminat pe 23 mai 2022. CFR Cluj, campioana en-titre, și-a apărat cu succes titlul, devenind campioană pentru al cincilea sezon consecutiv, și pentru a opta oară în istorie. Cu această performanță, CFR Cluj a depășit-o pe Venus București la numărul de campionate, și a devenit a treia cea mai titrată echipă din România din acest punct de vedere, după echipele din București, FCSB și Dinamo București.
La fel ca în sezonul precedent, la sfârșitul sezonului regular, primele șase echipe s-au calificat în play-off, iar ultimele 10 în play-out. Echipele clasate pe locul 9 și 10 (15 și 16) la finalul play-out-ului au fost retrogradate direct în Liga a II-a, pe de altă parte, locurile 7 și 8 (13 și 14) au disputat un baraj de promovare/menținere cu locurile 4 și 3 din Liga a II-a 2021-2022.

## Echipe

### Schimbări

#### Echipele promovate în Liga I
Pe 13 mai 2021, cu două etape înaintea finalului play-off-ului Ligii a II-a 2020-2021, după un egal, 0-0, contra echipei FK Csíkszereda, FC Universitatea 1948 și-a asigurat matematic promovarea în Liga I. Echipa craioveană participă în Liga I pentru prima dată din sezonul 2010-2011, atunci când clubul patronat de Adrian Mititelu a fost dezafiliat de la Federația Română de Fotbal după ce retrogradase în Liga a II-a.
Cel de-al doilea club promovat a fost Rapid București după ce echipa care îi putea lua locul, CS Mioveni, a remizat 2-2 cu ASU Politehnica Timișoara pe 17 mai 2021 iar, matematic, Mioveni nu a mai putut să o depășească în clasament pe Rapid, cu două etape înainte de final. Clubul giuleștean revine în Liga I după șase ani. Ultima participare a fost în sezonul 2014-2015, atunci când Rapid a retrogradat de pe locul 16 din 18.
Cel de-al treilea club promovat a fost CS Mioveni, pe 2 iunie 2021, care a învins formația din Liga I, FC Hermannstadt, în barajul de promovare/menținere în Liga I, cu scorul de 2-1 la general. Astfel, Mioveni revine în Liga I după o absență de 9 ani, ultima oară participând în sezonul 2011-2012 al Ligii I, retrogradând la final de pe ultima poziție. De asemenea, Mioveni devine primul club care câștigă barajul de promovare/menținere din postura de echipă venită din Liga a II-a, de la reîntroducerea acestuia în 2016.

#### Echipele retrogradate înLiga a II-a
Primul club retrogradat a fost Politehnica Iași, după o înfrângere cu 0-1 împotriva echipei FC Hermannstadt pe 15 mai 2021. Echipa a petrecut 6 sezoane consecutive în prima ligă.
Cel de-al doilea club retrogradat a fost Astra Giurgiu, după o înfrângere cu 0-1 împotriva echipei FC Viitorul pe 19 mai 2021. Echipa a petrecut 11 sezoane consecutive în prima ligă, reușind să câștige și un titlu de campioană în 2016.
Cel de-al treilea club retrogradat a fost FC Hermannstadt, care a pierdut barajul de promovare/menținere în Liga I cu echipa de ligă secundă, CS Mioveni, cu scorul de 1-2 la general. Sibienii retrogradează astfel în Liga a II-a după 3 sezoane consecutive petrecute în Liga I.

#### Știri
Pe 21 iunie 2021, Gheorghe Hagi, președintele Gheorghe Popescu și proprietarul clubului Farul Constanța, Ciprian Marica, au anunțat într-o conferință de presă că cele două cluburi ale acestora s-au unit, așadar, FC Viitorul și-a schimbat denumirea în Farul Constanța.

### Stadioane
| FCSB                | Universitatea Craiova | FC Universitatea 1948 | CFR Cluj                       |
| ------------------- | --- | --- | ------------------------------ |
| Arena Națională     | Ion Oblemenco | Ion Oblemenco | Dr. Constantin Rădulescu       |
| Capacitate: 55.634  | Capacitate: 30.944 | Capacitate: 30.944 | Capacitate: 17.408             |
|                     | | |                                |
| Chindia Târgoviște  | Dinamo București | Academica Clinceni | Argeș Pitești                  |
| Ilie Oană           | Dinamo | Dinamo | Nicolae Dobrin                 |
| Capacitate: 15.073  | Capacitate: 15.032 | Capacitate: 15.032 | Capacitate: 15.000             |
|                     | | |                                |
| Rapid București     | BucureștiBotoșaniCFRAcademicaUniversitateaU CraiovaSepsiArgeșChindiaUTAFarulGaz MetanMioveniVoluntariEchipele din București: · Dinamo · FCSB · RapidLiga I 2021-2022 (România) FCSBRapidDinamo Locația echipelor din București. | BucureștiBotoșaniCFRAcademicaUniversitateaU CraiovaSepsiArgeșChindiaUTAFarulGaz MetanMioveniVoluntariEchipele din București: · Dinamo · FCSB · RapidLiga I 2021-2022 (România) FCSBRapidDinamo Locația echipelor din București. | UTA Arad                       |
| Rapid-Giulești      | BucureștiBotoșaniCFRAcademicaUniversitateaU CraiovaSepsiArgeșChindiaUTAFarulGaz MetanMioveniVoluntariEchipele din București: · Dinamo · FCSB · RapidLiga I 2021-2022 (România) FCSBRapidDinamo Locația echipelor din București. | BucureștiBotoșaniCFRAcademicaUniversitateaU CraiovaSepsiArgeșChindiaUTAFarulGaz MetanMioveniVoluntariEchipele din București: · Dinamo · FCSB · RapidLiga I 2021-2022 (România) FCSBRapidDinamo Locația echipelor din București. | Francisc Neuman                |
| Capacitate: 14.047  | BucureștiBotoșaniCFRAcademicaUniversitateaU CraiovaSepsiArgeșChindiaUTAFarulGaz MetanMioveniVoluntariEchipele din București: · Dinamo · FCSB · RapidLiga I 2021-2022 (România) FCSBRapidDinamo Locația echipelor din București. | BucureștiBotoșaniCFRAcademicaUniversitateaU CraiovaSepsiArgeșChindiaUTAFarulGaz MetanMioveniVoluntariEchipele din București: · Dinamo · FCSB · RapidLiga I 2021-2022 (România) FCSBRapidDinamo Locația echipelor din București. | Capacitate: 11.500             |
|                     | BucureștiBotoșaniCFRAcademicaUniversitateaU CraiovaSepsiArgeșChindiaUTAFarulGaz MetanMioveniVoluntariEchipele din București: · Dinamo · FCSB · RapidLiga I 2021-2022 (România) FCSBRapidDinamo Locația echipelor din București. | BucureștiBotoșaniCFRAcademicaUniversitateaU CraiovaSepsiArgeșChindiaUTAFarulGaz MetanMioveniVoluntariEchipele din București: · Dinamo · FCSB · RapidLiga I 2021-2022 (România) FCSBRapidDinamo Locația echipelor din București. |                                |
| CS Mioveni          | BucureștiBotoșaniCFRAcademicaUniversitateaU CraiovaSepsiArgeșChindiaUTAFarulGaz MetanMioveniVoluntariEchipele din București: · Dinamo · FCSB · RapidLiga I 2021-2022 (România) FCSBRapidDinamo Locația echipelor din București. | BucureștiBotoșaniCFRAcademicaUniversitateaU CraiovaSepsiArgeșChindiaUTAFarulGaz MetanMioveniVoluntariEchipele din București: · Dinamo · FCSB · RapidLiga I 2021-2022 (România) FCSBRapidDinamo Locația echipelor din București. | Sepsi Sf. Gheorghe             |
| Orășenesc (Mioveni) | BucureștiBotoșaniCFRAcademicaUniversitateaU CraiovaSepsiArgeșChindiaUTAFarulGaz MetanMioveniVoluntariEchipele din București: · Dinamo · FCSB · RapidLiga I 2021-2022 (România) FCSBRapidDinamo Locația echipelor din București. | BucureștiBotoșaniCFRAcademicaUniversitateaU CraiovaSepsiArgeșChindiaUTAFarulGaz MetanMioveniVoluntariEchipele din București: · Dinamo · FCSB · RapidLiga I 2021-2022 (România) FCSBRapidDinamo Locația echipelor din București. | Sepsi                          |
| Capacitate: 10.000  | BucureștiBotoșaniCFRAcademicaUniversitateaU CraiovaSepsiArgeșChindiaUTAFarulGaz MetanMioveniVoluntariEchipele din București: · Dinamo · FCSB · RapidLiga I 2021-2022 (România) FCSBRapidDinamo Locația echipelor din București. | BucureștiBotoșaniCFRAcademicaUniversitateaU CraiovaSepsiArgeșChindiaUTAFarulGaz MetanMioveniVoluntariEchipele din București: · Dinamo · FCSB · RapidLiga I 2021-2022 (România) FCSBRapidDinamo Locația echipelor din București. | Capacitate: 8.400              |
|                     | BucureștiBotoșaniCFRAcademicaUniversitateaU CraiovaSepsiArgeșChindiaUTAFarulGaz MetanMioveniVoluntariEchipele din București: · Dinamo · FCSB · RapidLiga I 2021-2022 (România) FCSBRapidDinamo Locația echipelor din București. | BucureștiBotoșaniCFRAcademicaUniversitateaU CraiovaSepsiArgeșChindiaUTAFarulGaz MetanMioveniVoluntariEchipele din București: · Dinamo · FCSB · RapidLiga I 2021-2022 (România) FCSBRapidDinamo Locația echipelor din București. |                                |
| Gaz Metan Mediaș    | FC Botoșani | FC Voluntari | Farul Constanța                |
| Gaz Metan           | Municipal (Botoșani) | Anghel Iordănescu | Central-Academia Gheorghe Hagi |
| Capacitate: 7.814   | Capacitate: 7.782 | Capacitate: 4.600 | Capacitate: 4.545              |
|                     | | |                                |

1. ↑  FCSB și-a disputat ultimul meci de acasă din sezon pe Stadionul Municipal Buzău.[23]
2. ↑  Chindia Târgoviște și-a jucat meciurile de pe teren propriu pe Stadionul Ilie Oană din Ploiești deoarece Stadionul Eugen Popescu din Târgoviște a fost în curs de renovare.[24][25] Până în etapa a VII-a inclusiv, Chindia și-a disputat meciurile de acasă pe Stadionul Municipal Buzău.
3. ↑  Academica Clinceni și-a disputat meciurile de pe teren propriu pe Stadionul Clinceni până în etapa a VI-a. Deoarece stadionul a intrat în renovare, Academica și-a disputat meciurile de pe teren propriu pe Stadionul Dinamo din București începând cu etapa a VII-a.[26]
4. ↑  Rapid București a fost mutată pe Arena Națională din București și Stadionul Orășenesc din Mioveni până în etapa a doua din play-out, deoarece Stadionul Rapid-Giulești a fost în construcție.
5. ↑  Sepsi Sf. Gheorghe și-a disputat meciurile de pe teren propriu pe Stadionul Municipal (Sfântu Gheorghe) până în etapa a XI-a, deoarece lucrările la Stadionul Sepsi nu erau încă finalizate.[27]
6. ↑  Farul Constanța și-a jucat meciurile de pe teren propriu pe Stadionul Central-Academia Gheorghe Hagi din Ovidiu, deoarece Stadionul Gheorghe Hagi se afla în stare de degradare.[20]

### Personal și statistici
Note:
- Datele statistice sunt bazate pe ceea indică forurile competente de conducere, LPF și UEFA.

| Echipă             | Ultima promovare | Clasament 2020-21 | Antrenor (numire)           | Căpitan           | Sezoane în Liga I |
| ------------------ | ---------------- | ----------------- | --------------------------- | ----------------- | ----------------- |
| CFR Cluj           | 2004             | 1                 | Dan Petrescu (2021)         | Mário Camora      | 26                |
| FCSB               | 1947             | 2                 | Anton Petrea (2020)         | Florin Tănase     | 73                |
| CSU Craiova        | 2014             | 3                 | Laurențiu Reghecampf (2021) | Nicușor Bancu     | 7                 |
| Sepsi              | 2017             | 4                 | Cristiano Bergodi (2021)    | Bogdan Mitrea     | 4                 |
| Academica Clinceni | 2019             | 5                 | Florin Stângă (2022)        | Marcel Holzmann   | 2                 |
| Botoșani           | 2013             | 6                 | Marius Croitoru (2019)      | Enriko Papa       | 8                 |
| Chindia            | 2019             | 7                 | Emil Săndoi (2020           | Paul Iacob        | 2                 |
| UTA Arad           | 2020             | 8                 | Ionuț Badea (2022)          | Desley Ubbink     | 39                |
| Gaz Metan          | 2016             | 9                 | Flavius Boroncoi (2022)     | —                 | 15                |
| FCV Farul          | 2012             | 10                | Gheorghe Hagi (2021)        | Ionuț Larie       | 9                 |
| Argeș              | 2020             | 11                | Andrei Prepeliță (2020)     | Ionuț Șerban      | 45                |
| Dinamo             | 1948             | 12                | Dušan Uhrin, Jr. (2022)     | Alexandru Răuță   | 72                |
| Voluntari          | 2015             | 13                | Liviu Ciobotariu (2021)     | Igor Armaș        | 6                 |
| FCU Craiova        | 2021             | 1 (Liga a II-a)   | Nicolo Napoli (2022)        | Bradley Diallo    | 19                |
| Rapid              | 2021             | 2 (Liga a II-a)   | Adrian Mutu (2022)          | Cristian Săpunaru | 66                |
| Mioveni            | 2021             | 3 (Liga a II-a)   | Alexandru Pelici (2020)     | Alexandru Iacob   | 2                 |

Legendă culori
     CFR Cluj participat în faza grupelor Conference League 2021-2022, trecând și prin turul trei preliminar al Ligii Campionilor 2021-2022, dar și prin play-off-ul UEFA Europa League 2021-2022
     FCSB, Sepsi și Universitatea Craiova au participat în al doilea tur preliminar al Conference League 2021-2022
     Promovată din Liga a II-a 2020-2021

### Schimbări manageriale
| Club                  | Antrenor                 | Modalitatea de schimbare | Data plecării      | Poziția în clasament | Înlocuit cu              | Data numirii       |
| --------------------- | ------------------------ | ------------------------ | ------------------ | -------------------- | ------------------------ | ------------------ |
| FC Universitatea 1948 | Eugen Trică              | Sfârșitul contractului   | 24 mai 2021        | Presezon             | Adrian Mutu              | 28 mai 2021        |
| FCSB                  | Anton Petrea             | Sfârșitul contractului   | 31 mai 2021        | Presezon             | Dinu Todoran             | 1 iunie 2021       |
| CFR Cluj              | Edward Iordănescu        | Sfârșitul contractului   | 2 iunie 2021       | Presezon             | Marius Șumudică          | 2 iunie 2021       |
| Farul Constanța       | Cătălin Anghel           | Comun acord              | 21 iunie 2021      | Presezon             | Gheorghe Hagi            | 21 iunie 2021      |
| Dinamo                | Dušan Uhrin, Jr.         | A demisionat             | 10 iulie 2021      | Presezon             | Dario Bonetti            | 14 iulie 2021      |
| Univ. Craiova         | Marinos Ouzounidis       | Demis                    | 23 iulie 2021      | 6 (etapa I)          | Dragoș Bon (interimar)   | 23 iulie 2021      |
| Univ. Craiova         | Dragoș Bon (interimar)   | Sfârșitul interimatului  | 26 iulie 2021      | 10 (etapa a II-a)    | Laurențiu Reghecampf     | 26 iulie 2021      |
| FCSB                  | Dinu Todoran             | Demis                    | 18 august 2021     | 4 (etapa a V-a)      | Edward Iordănescu        | 18 august 2021     |
| CFR Cluj              | Marius Șumudică          | Demis                    | 28 august 2021     | 1 (etapa a VI-a)     | Dan Petrescu             | 31 august 2021     |
| Academica Clinceni    | Ilie Poenaru             | Comun acord              | 15 septembrie 2021 | 16 (etapa a VIII-a)  | John Ene (interimar)     | 15 septembrie 2021 |
| Gaz Metan Mediaș      | Mihai Teja               | Comun acord              | 15 septembrie 2021 | 15 (etapa a VIII-a)  | Ilie Poenaru             | 17 septembrie 2021 |
| Academica Clinceni    | John Ene (interimar)     | Sfârșitul interimatului  | 21 septembrie 2021 | 16 (etapa a IX-a)    | Ionuț Chirilă            | 21 septembrie 2021 |
| Dinamo                | Dario Bonetti            | Demis                    | 26 septembrie 2021 | 15 (etapa a IX-a)    | Sorin Colceag            | 26 septembrie 2021 |
| Dinamo                | Sorin Colceag            | Comun acord              | 1 octombrie 2021   | 15 (etapa a X-a)     | Mircea Rednic            | 1 octombrie 2021   |
| Sepsi                 | Leo Grozavu              | Comun acord              | 1 octombrie 2021   | 12 (etapa a X-a)     | Robert Ilyeș (interimar) | 1 octombrie 2021   |
| FC Universitatea 1948 | Adrian Mutu              | Comun acord              | 4 octombrie 2021   | 13 (etapa a XI-a)    | Flavius Stoican          | 6 octombrie 2021   |
| Sepsi                 | Robert Ilyeș (interimar) | Sfârșitul interimatului  | 11 octombrie 2021  | 12 (etapa a XI-a)    | Cristiano Bergodi        | 11 octombrie 2021  |
| FC Universitatea 1948 | Flavius Stoican          | Comun acord              | 3 noiembrie 2021   | 12 (etapa a XIV-a)   | Bobi Verdeș (interimar)  | 3 noiembrie 2021   |
| FC Universitatea 1948 | Bobi Verdeș (interimar)  | Sfârșitul interimatului  | 9 noiembrie 2021   | 13 (etapa a XV-a)    | Eugen Trică              | 9 noiembrie 2021   |
| FCSB                  | Edward Iordănescu        | Comun acord              | 14 noiembrie 2021  | 2 (etapa a XV-a)     | Anton Petrea             | 16 noiembrie 2021  |
| FC Universitatea 1948 | Eugen Trică              | Demis                    | 11 decembrie 2021  | 14 (etapa a XIX-a)   | Nicolo Napoli            | 11 ianuarie 2022   |
| Dinamo                | Mircea Rednic            | Comun acord              | 21 decembrie 2021  | 15 (etapa a XXI-a)   | Flavius Stoican          | 22 decembrie 2021  |
| UTA Arad              | László Balint            | A demisionat             | 31 ianuarie 2022   | 10 (etapa a XXIII-a) | Ionuț Badea              | 31 ianuarie 2022   |
| Academica Clinceni    | Ionuț Chirilă            | Demis                    | 16 februarie 2022  | 16 (etapa a XXVI-a)  | Florin Stângă            | 16 februarie 2022  |
| Gaz Metan Mediaș      | Ilie Poenaru             | Comun acord              | 17 februarie 2022  | 14 (etapa a XXVI-a)  | Flavius Boroncoi         | 19 februarie 2022  |
| Rapid                 | Mihai Iosif              | Comun acord              | 2 martie 2022      | 9 (etapa a XXIX-a)   | Adrian Mutu              | 2 martie 2022      |
| Dinamo                | Flavius Stoican          | Comun acord              | 9 martie 2022      | 14 (etapa a XXX-a)   | Dušan Uhrin, Jr.         | 9 martie 2022      |

## Sezonul regular
În sezonul regular, cele 16 echipe s-au întâlnit de două ori, într-un total de 30 de meciuri pe echipă; partea de sus, primele șase, au avansat în play-off și, partea de jos, restul de 10, au intrat în play-out.

### Meciurile sezonului regular
| Oaspeți ► Gazde ▼                          | DIN | CFR | SEP | RAP | GMM | UTA | UCV | BOT | FCSB | ARG | FAR | MIO | CHI | ACA | FCU | VOL |
| ------------------------------------------ | --- | --- | --- | --- | --- | --- | --- | --- | ---- | --- | --- | --- | --- | --- | --- | --- |
| Dinamo                                     | —   | 0–3 | 1–3 | 1–1 | 4–0 | 2–2 | 1–6 | 1–2 | 0–3  | 0–2 | 0–2 | 0–1 | 1–0 | 3–1 | 0–0 | 3–2 |
| CFR Cluj                                   | 4–1 | —   | 2–0 | 2–1 | 2–1 | 0–0 | 1–0 | 1–1 | 4–1  | 1–0 | 1–0 | 1–0 | 1–0 | 2–0 | 3–2 | 1–0 |
| Sepsi                                      | 4–1 | 0–2 | —   | 2–2 | 2–0 | 0–0 | 3–1 | 1–1 | 0–0  | 0–2 | 1–0 | 1–2 | 0–0 | 2–0 | 2–1 | 1–2 |
| Rapid                                      | 1–1 | 2–0 | 1–1 | —   | 1–2 | 1–1 | 1–2 | 1–1 | 1–0  | 2–0 | 0–0 | 1–1 | 1–0 | 1–0 | 0–0 | 0–1 |
| Gaz Metan                                  | 2–1 | 1–2 | 0–0 | 1–1 | —   | 0–1 | 1–1 | 0–1 | 0–1  | 2–2 | 1–1 | 1–0 | 0–4 | 1–1 | 0–3 | 1–2 |
| UTA Arad                                   | 0–0 | 0–1 | 1–0 | 2–2 | 0–1 | —   | 1–0 | 0–0 | 1–1  | 0–1 | 0–0 | 2–1 | 0–2 | 2–0 | 1–0 | 2–0 |
| CSU Craiova                                | 5–0 | 1–1 | 1–1 | 1–0 | 1–0 | 0–0 | —   | 1–2 | 2–3  | 1–0 | 1–0 | 5–2 | 1–0 | 5–0 | 2–0 | 3–0 |
| Botoșani                                   | 4–0 | 1–0 | 1–0 | 0–2 | 2–1 | 2–1 | 2–2 | —   | 0–0  | 1–2 | 0–2 | 0–0 | 0–0 | 2–0 | 1–1 | 1–1 |
| FCSB                                       | 6–0 | 3–3 | 1–1 | 3–1 | 2–1 | 2–1 | 4–1 | 3–1 | —    | 2–1 | 0–2 | 3–0 | 3–2 | 3–2 | 2–2 | 1–0 |
| Argeș                                      | 2–1 | 0–1 | 1–1 | 0–1 | 1–2 | 0–1 | 3–2 | 0–1 | 1–0  | —   | 2–1 | 1–0 | 0–0 | 1–0 | 1–0 | 0–0 |
| Farul                                      | 3–0 | 0–2 | 1–0 | 2–0 | 2–0 | 0–0 | 1–0 | 2–0 | 0–1  | 0–1 | —   | 2–1 | 0–1 | 5–0 | 3–2 | 3–0 |
| Mioveni                                    | 2–1 | 0–1 | 0–2 | 0–2 | 1–0 | 0–0 | 0–3 | 1–1 | 1–1  | 0–0 | 1–1 | —   | 0–1 | 3–1 | 1–0 | 0–0 |
| Chindia                                    | 1–0 | 0–1 | 1–1 | 2–2 | 0–1 | 1–0 | 0–1 | 1–1 | 0–1  | 1–1 | 2–0 | 0–0 | —   | 2–2 | 0–3 | 0–0 |
| Academica Clinceni                         | 1–0 | 1–2 | 0–2 | 2–3 | 2–0 | 0–3 | 1–3 | 1–1 | 0–3  | 0–1 | 2–8 | 1–1 | 0–1 | —   | 1–2 | 0–0 |
| FCU Craiova                                | 1–0 | 0–2 | 1–1 | 3–2 | 2–0 | 1–1 | 0–2 | 3–2 | 0–1  | 1–0 | 1–1 | 0–0 | 0–0 | 1–2 | —   | 0–2 |
| Voluntari                                  | 2–1 | 0–1 | 3–1 | 0–0 | 3–1 | 2–1 | 1–1 | 0–1 | 0–0  | 0–2 | 1–0 | 4–0 | 2–1 | 1–0 | 2–1 | —   |
| Câștigă gazdele; Remiză; Câștigă oaspeții. |     |     |     |     |     |     |     |     |      |     |     |     |     |     |     |     |

### Clasamentul sezonului regular
| Loc | Echipă             | Pct. | MJ | V  | E  | Î  | GM | GP | DG  | Calificare             |
| --- | ------------------ | ---- | -- | -- | -- | -- | -- | -- | --- | ---------------------- |
| 1.  | CFR Cluj           | 76   | 30 | 24 | 4  | 2  | 48 | 16 | +32 | Calificare în Play-off |
| 2.  | FCSB               | 62   | 30 | 18 | 8  | 4  | 54 | 28 | +26 | Calificare în Play-off |
| 3.  | CSU Craiova        | 54   | 30 | 16 | 6  | 8  | 55 | 29 | +26 | Calificare în Play-off |
| 4.  | Argeș              | 48   | 30 | 14 | 6  | 10 | 28 | 22 | +6  | Calificare în Play-off |
| 5.  | FCV Farul          | 48   | 30 | 14 | 6  | 10 | 42 | 21 | +21 | Calificare în Play-off |
| 6.  | Voluntari          | 47   | 30 | 13 | 8  | 9  | 31 | 27 | +4  | Calificare în Play-off |
| 7.  | Botoșani           | 46   | 30 | 11 | 13 | 6  | 33 | 28 | +5  | Calificare în Play-out |
| 8.  | UTA Arad           | 40   | 30 | 9  | 13 | 8  | 24 | 20 | +4  | Calificare în Play-out |
| 9.  | Rapid              | 40   | 30 | 9  | 13 | 8  | 34 | 31 | +3  | Calificare în Play-out |
| 10. | Sepsi              | 39   | 30 | 9  | 12 | 9  | 33 | 29 | +4  | Calificare în Play-out |
| 11. | Chindia            | 35   | 30 | 8  | 11 | 11 | 23 | 23 | 0   | Calificare în Play-out |
| 12. | FCU Craiova        | 33   | 30 | 8  | 9  | 13 | 31 | 35 | −4  | Calificare în Play-out |
| 13. | Mioveni            | 29   | 30 | 6  | 11 | 13 | 19 | 36 | −17 | Calificare în Play-out |
| 14. | Dinamo             | 17   | 30 | 4  | 5  | 21 | 24 | 66 | −42 | Calificare în Play-out |
| 15. | Academica Clinceni | 14   | 30 | 3  | 5  | 22 | 21 | 64 | −43 | Calificare în Play-out |
| 16. | Gaz Metan          | 2    | 30 | 6  | 6  | 18 | 21 | 46 | −25 | Calificare în Play-out |

1. 1 2  ARG 2-1 FAR; FAR 0-1 ARG
2. 1 2  UTA 2-2 RAP; RAP 1-1 UTA. UTA în față deoarece are diferența de goluri mai mare (+4), față de cea a Rapidului (+3).
3. ↑  Gaz Metan Mediaș a fost depunctată cu 22 de puncte din cauza datoriilor financiare.[69]

### Pozițiile pe etapă
| Etapă/ Echipă         | 1        | 2  | 3  | 4  | 5  | 6  | 7  | 8  | 9  | 10 | 11 | 12 | 13 | 14 | 15 | 16 | 17 | 18 | 19 | 20 | 21 | 22 | 23 | 24 | 25 | 26 | 27 | 28 | 29 | 30 |   |
| --------------------- | -------- | -- | -- | -- | -- | -- | -- | -- | -- | -- | -- | -- | -- | -- | -- | -- | -- | -- | -- | -- | -- | -- | -- | -- | -- | -- | -- | -- | -- | -- | - |
| Etapă/ Echipă         | CFR Cluj | 2  | 2  | 1  | 1  | 1  | 1  | 1  | 1  | 1  | 1  | 1  | 1  | 1  | 1  | 1  | 1  | 1  | 1  | 1  | 1  | 1  | 1  | 1  | 1  | 1  | 1  | 1  | 1  | 1  | 1 |
| FCSB                  | 9        | 3  | 5  | 4  | 4  | 6  | 8  | 7  | 6  | 4  | 3  | 2  | 2  | 2  | 2  | 2  | 2  | 2  | 2  | 2  | 2  | 2  | 2  | 2  | 2  | 2  | 2  | 2  | 2  | 2  |   |
| Universitatea Craiova | 6        | 11 | 13 | 8  | 9  | 7  | 6  | 6  | 9  | 7  | 5  | 5  | 3  | 3  | 3  | 3  | 4  | 4  | 5  | 5  | 5  | 6  | 5  | 5  | 5  | 6  | 5  | 3  | 3  | 3  |   |
| Argeș Pitești         | 13       | 14 | 14 | 15 | 13 | 14 | 11 | 9  | 8  | 9  | 9  | 9  | 8  | 9  | 9  | 9  | 7  | 8  | 8  | 8  | 8  | 8  | 8  | 8  | 8  | 7  | 7  | 7  | 7  | 4  |   |
| Farul Constanța       | 8        | 5  | 6  | 5  | 5  | 4  | 5  | 4  | 5  | 3  | 6  | 8  | 9  | 8  | 7  | 7  | 8  | 5  | 7  | 7  | 6  | 5  | 6  | 6  | 6  | 5  | 6  | 6  | 4  | 5  |   |
| Voluntari             | 12       | 13 | 11 | 14 | 11 | 12 | 9  | 8  | 7  | 5  | 4  | 3  | 5  | 5  | 6  | 4  | 3  | 3  | 3  | 3  | 3  | 3  | 3  | 3  | 3  | 4  | 3  | 4  | 5  | 6  |   |
| Botoșani              | 7        | 6  | 3  | 3  | 3  | 3  | 4  | 3  | 2  | 2  | 2  | 4  | 4  | 4  | 4  | 6  | 6  | 6  | 6  | 4  | 4  | 4  | 4  | 4  | 4  | 3  | 4  | 5  | 6  | 7  |   |
| UTA Arad              | 10       | 7  | 7  | 9  | 6  | 5  | 3  | 5  | 4  | 8  | 8  | 7  | 6  | 7  | 8  | 8  | 9  | 9  | 9  | 9  | 9  | 9  | 10 | 9  | 9  | 9  | 9  | 8  | 8  | 8  |   |
| Rapid București       | 5        | 1  | 2  | 2  | 2  | 2  | 2  | 2  | 3  | 6  | 7  | 6  | 7  | 6  | 5  | 5  | 5  | 7  | 4  | 6  | 7  | 7  | 7  | 7  | 7  | 8  | 8  | 9  | 9  | 9  |   |
| Sepsi Sf. Gheorghe    | 1        | 4  | 8  | 10 | 14 | 13 | 12 | 13 | 12 | 12 | 12 | 13 | 14 | 11 | 12 | 11 | 11 | 10 | 10 | 10 | 10 | 10 | 9  | 10 | 10 | 10 | 10 | 10 | 10 | 10 |   |
| Chindia Târgoviște    | 14       | 12 | 15 | 11 | 12 | 10 | 13 | 11 | 10 | 10 | 10 | 10 | 10 | 10 | 10 | 10 | 10 | 11 | 11 | 12 | 11 | 13 | 12 | 11 | 11 | 11 | 11 | 12 | 12 | 11 |   |
| FC U Craiova 1948     | 11       | 9  | 10 | 7  | 7  | 9  | 10 | 12 | 13 | 13 | 13 | 14 | 11 | 12 | 13 | 14 | 14 | 14 | 14 | 14 | 14 | 14 | 14 | 14 | 13 | 13 | 13 | 11 | 11 | 12 |   |
| Mioveni               | 15       | 16 | 12 | 13 | 10 | 8  | 7  | 10 | 11 | 11 | 11 | 12 | 12 | 14 | 14 | 12 | 12 | 13 | 13 | 11 | 12 | 11 | 11 | 12 | 12 | 12 | 12 | 13 | 13 | 13 |   |
| Dinamo București      | 3        | 8  | 4  | 6  | 8  | 11 | 14 | 14 | 15 | 15 | 15 | 15 | 15 | 15 | 15 | 15 | 15 | 15 | 15 | 15 | 15 | 15 | 15 | 15 | 15 | 15 | 15 | 14 | 14 | 14 |   |
| Academica Clinceni    | 16       | 15 | 16 | 16 | 16 | 16 | 16 | 16 | 16 | 16 | 16 | 16 | 16 | 16 | 16 | 16 | 16 | 16 | 16 | 16 | 16 | 16 | 16 | 16 | 16 | 16 | 16 | 16 | 15 | 15 |   |
| Gaz Metan Mediaș      | 4        | 10 | 9  | 12 | 15 | 15 | 15 | 15 | 14 | 14 | 14 | 11 | 13 | 13 | 11 | 13 | 13 | 12 | 12 | 13 | 13 | 12 | 13 | 13 | 14 | 14 | 14 | 15 | 16 | 16 |   |

## Play-off
Primele șase echipe din sezonul regular s-au întâlnit de două ori (10 meciuri pe echipă) pentru locuri în Liga Campionilor 2022-2023 și UEFA Europa Conference League 2022-2023, precum și pentru a decide campioana ligii. Punctele realizate în sezonul regular s-au înjumătățit în faza play-off-ului.

### Echipele calificate
| Loc | Echipa      | Pct. |
| --- | ----------- | ---- |
| 1   | CFR Cluj    | 38   |
| 2   | FCSB        | 31   |
| 3   | CSU Craiova | 27   |
| 4   | Argeș       | 24   |
| 5   | FCV Farul   | 24   |
| 6   | Voluntari   | 24*  |

Note
(*) - Au beneficiat de rotunjire prin adaos.

### Clasamentul play-off-ului
| Loc | Echipă          | Pct. | MJ | V | E | Î | GM | GP | DG  |  | CFR | FCS | UCV | VOL | FAR | ARG |
| --- | --------------- | ---- | -- | - | - | - | -- | -- | --- |  | --- | --- | --- | --- | --- | --- |
| 1. | CFR Cluj (C)    | 57   | 10 | 6 | 1 | 3 | 18 | 9  | +9  |  | —   | 0–1 | 2–1 | 3–1 | 1–0 | 2–0 |
| 2. | FCSB            | 56   | 10 | 8 | 1 | 1 | 24 | 7  | +17 |  | 3–1 | —   | 0–2 | 4–0 | 2–0 | 4–0 |
| 3. | CSU Craiova (W) | 48   | 10 | 7 | 0 | 3 | 22 | 9  | +13 |  | 3–2 | 0–1 | —   | 1–0 | 4–1 | 3–0 |
| 4. | Voluntari       | 35   | 10 | 3 | 2 | 5 | 9  | 14 | −5  |  | 0–1 | 2–2 | 3–1 | —   | 1–0 | 0–1 |
| 5. | FCV Farul       | 32   | 10 | 2 | 2 | 6 | 5  | 16 | −11 |  | 0–0 | 0–4 | 0–3 | 1–1 | —   | 1–0 |
| 6. | Argeș           | 27   | 10 | 1 | 0 | 9 | 3  | 26 | −23 |  | 0–6 | 2–3 | 0–4 | 0–1 | 0–2 | —   |
| Legendă: Locul 1: Liga Campionilor 2022-23 Turul I Locul 2: Conference League 2022-23 Turul II Locul 3: Baraj pentru Conference League |                 |      |    |   |   |   |    |    |     |  |     |     |     |     |     |     |

| Câștigătorii Ligii I, ediția 2021/2022 |
| -------------------------------------- |
| CFR Cluj Al optulea titlu              |

## Lider
- Notă: Această cronologie arată diferența de puncte dintre lider și locul 2 pe etape.

## Play-out
Restul de zece echipe din sezonul regular s-au întâlnit o singură dată (9 meciuri pe echipă) pentru evitarea de la retrogradare, dar și pentru barajul pentru UEFA Europa Conference League. Punctele realizate în sezonul regular s-au înjumătățit în faza play-out-ului.

### Echipele calificate
| Loc | Echipa             | Pct. |
| --- | ------------------ | ---- |
| 1   | Botoșani           | 23   |
| 2   | UTA Arad           | 20   |
| 3   | Rapid              | 20   |
| 4   | Sepsi              | 20*  |
| 5   | Chindia            | 18*  |
| 6   | FCU Craiova        | 17*  |
| 7   | Mioveni            | 15*  |
| 8   | Dinamo             | 9*   |
| 9   | Academica Clinceni | 7    |
| 10  | Gaz Metan          | 1    |

Note
(*) - Au beneficiat de rotunjire prin adaos.

### Clasamentul play-out-ului
| Loc | Echipă                 | Pct. | MJ | V | E | Î | GM | GP | DG  |  | SPS | BOT | RAP | FCU | UTA | MIO | CHI | DIN | ACA | GAZ |
| --- | ---------------------- | ---- | -- | - | - | - | -- | -- | --- |  | --- | --- | --- | --- | --- | --- | --- | --- | --- | --- |
| 1. | Sepsi                  | 42   | 9  | 7 | 1 | 1 | 21 | 4  | +17 |  |     |     |     |     | 1–0 | 3–1 | 2–1 |     | 6–0 | 3–1 |
| 2. | Botoșani (L)           | 41   | 9  | 6 | 0 | 3 | 18 | 9  | +9  |  | 0–1 |     |     | 2–1 | 1–0 |     |     | 2–3 |     | 5–0 |
| 3. | Rapid                  | 39   | 9  | 6 | 1 | 2 | 22 | 7  | +15 |  | 1–0 | 3–0 |     | 2–3 |     |     |     | 3–1 |     | 8–0 |
| 4. | FCU Craiova            | 34   | 9  | 5 | 2 | 2 | 14 | 11 | +3  |  | 0–5 |     |     |     | 1–0 | 1–1 |     |     | 4–0 |     |
| 5. | UTA Arad               | 33   | 9  | 4 | 1 | 4 | 10 | 6  | +4  |  |     |     | 0–2 |     |     | 1–0 | 1–0 |     | 3–0 | 4–0 |
| 6. | Mioveni                | 31   | 9  | 5 | 1 | 3 | 12 | 10 | +2  |  |     | 0–2 | 3–2 |     |     |     | 1–0 | 2–0 |     |     |
| 7. | Chindia (W)            | 26   | 9  | 2 | 2 | 5 | 8  | 8  | 0   |  |     | 1–2 | 0–0 | 0–0 |     |     |     | 0–2 |     | 3–0 |
| 8. | Dinamo (R)             | 23   | 9  | 4 | 2 | 3 | 14 | 11 | +3  |  | 0–0 |     |     | 1–2 | 1–1 |     |     |     | 5–1 |     |
| 9. | Academica Clinceni (R) | −43  | 9  | 0 | 0 | 9 | 4  | 32 | −28 |  |     | 0–4 | 0–1 |     |     | 0–2 | 0–3 |     |     |     |
| 10. | Gaz Metan (R)          | −46  | 9  | 1 | 0 | 8 | 6  | 31 | −25 |  |     |     |     | 0–2 |     | 1–2 |     | 0–1 | 4–3 |     |
| Legendă: Locul 1: Conference League 2022-23 Turul II Locul 2: Baraj pentru Conference League Locurile 7, 8: Baraj de promovare/menținere în Liga I Locurile 9, 10: Retrogradare în Liga a II-a |                        |      |    |   |   |   |    |    |     |  |     |     |     |     |     |     |     |     |     |     |

1. ↑  Sepsi OSK s-a calificat în turul II preliminar al UEFA Europa Conference League 2022-2023 deoarece a câștigat Cupa României 2021-2022.
2. ↑  După începerea play-out-ului, Academica Clinceni a fost depunctată cu cincizeci de puncte din cauza datoriilor financiare.
3. ↑  După începerea play-out-ului, Gaz Metan a fost depunctată cu încă cincizeci de puncte din cauza datoriilor financiare.[69]

## Barajul pentru UEFA Europa Conference League
Echipele clasate la finalul play-out-ului pe locurile 1 și 2 (respectiv locurile 7 și 8 în clasamentul general al Ligii I) trebuiau să dispute un joc de baraj într-o singură manșă, pe terenul echipei mai bine clasate. Învingătoarea urma să dispute după un joc de baraj într-o singură manșă cu echipa situată în clasamentul play-off-ului pe ultimul loc care a asigurat participarea în competițiile europene intercluburi în sezonul următor, iar învingătoarea din acest ultim joc de baraj va participa în competiția europeană intercluburi, UEFA Europa Conference League 2022-2023.
|  | Semifinala       | Semifinala |             |   | Finala | Finala |
|  |                  |            |             |   |        |        |
|  |                  |            |             |   |        |        |
|  |                  |            |             |   |        |        |
|  | Locul 1 Play-out | X          |             |   |        |        |
|  | Locul 1 Play-out | X          |             |   |        |        |
|  | Botoșani         | V          |             |   |        |        |
|  | Botoșani         | V          | CSU Craiova | 2 |        |        |
|  |                  |            | CSU Craiova | 2 |        |        |
|  |                  |            | Botoșani    | 0 |        |        |
|  |                  |            | Botoșani    | 0 |        |        |
|  |                  |            |             |   |        |        |
|  |                  |            |             |   |        |        |
|  |                  |            |             |   |        |        |

Finala
| CSU Craiova           | 2 – 0 | Botoșani  |
| --------------------- | ----- | --------- |
| Koljić 26' Ivan 90+1' |       | 63' Roman |

## Barajul de promovare/menținere în Liga I
Barajele pentru deciderea ultimelor două echipe din sezonul 2022-2023 al primei ligi naționale se dispută între ocupanta locului 7 din play-out-ul Ligii I și ocupanta locului 5 din Liga a II-a, respectiv ocupanta locului 8 din play-out-ul Ligii I și ocupanta locului 3 din Liga a II-a.
| Echipa 1 | Scor gen.          | Echipa 2 | Tur   | Retur      |
| -------- | ------------------ | -------- | ----- | ---------- |
| Chiajna  | 2 – 2 (1 – 4 l.d.) | Chindia  | 2 – 1 | 0 – 1 d.p. |
| U Cluj   | 3 – 1              | Dinamo   | 2 – 0 | 1 – 1      |

Tur
| Chiajna                    | 2 – 1 | Chindia       |
| -------------------------- | ----- | ------------- |
| Voicu 58' (pen) Pițian 68' |       | 50' Florea⁠(d) |

| U Cluj                                        | 2 – 0 | Dinamo |
| --------------------------------------------- | ----- | ------ |
| Remacle 14' · Fernandes 39' 72' · Boiciuc 83' |       |        |

Retur
| Chindia                                | 1 – 0 (d.p.) | Chiajna                     |
| -------------------------------------- | ------------ | --------------------------- |
| Chamed 90+1'                           |              |                             |
| Iacob · Passaglia · Chunchukov · Celea | 4 – 1        | Soković · Palmeș · Llullaku |

| Dinamo    | 1 – 1 | U Cluj     |
| --------- | ----- | ---------- |
| Morar 19' |       | 17' Tescan |

## Statistici

### Clasament total
Acesta este un clasament neoficial cu toate punctele adunate de fiecare echipă în acest sezon, sezon regular + play-off/play-out.
| Loc | Echipă             | Pct. | MJ | V  | E  | Î  | GM | GP | DG  | A jucat în |
| --- | ------------------ | ---- | -- | -- | -- | -- | -- | -- | --- | ---------- |
| 1.  | CFR Cluj           | 95   | 40 | 30 | 5  | 5  | 66 | 25 | +41 | Play-off   |
| 2.  | FCSB               | 87   | 40 | 26 | 9  | 5  | 78 | 35 | +43 | Play-off   |
| 3.  | CSU Craiova        | 75   | 40 | 23 | 6  | 11 | 77 | 38 | +39 | Play-off   |
| 4.  | Voluntari          | 58   | 40 | 16 | 10 | 14 | 40 | 41 | −1  | Play-off   |
| 5.  | FCV Farul          | 56   | 40 | 16 | 8  | 16 | 47 | 37 | +10 | Play-off   |
| 6.  | Argeș              | 51   | 40 | 15 | 6  | 19 | 31 | 48 | −17 | Play-off   |
| 7.  | Botoșani           | 64   | 39 | 17 | 13 | 9  | 51 | 37 | +14 | Play-out   |
| 8.  | Sepsi              | 61   | 39 | 16 | 13 | 10 | 54 | 33 | +21 | Play-out   |
| 9.  | Rapid              | 59   | 39 | 15 | 14 | 10 | 56 | 38 | +18 | Play-out   |
| 10. | UTA Arad           | 53   | 39 | 13 | 14 | 12 | 34 | 26 | +8  | Play-out   |
| 11. | FCU Craiova        | 50   | 39 | 13 | 11 | 15 | 45 | 46 | −1  | Play-out   |
| 12. | Mioveni            | 45   | 39 | 11 | 12 | 16 | 31 | 46 | −15 | Play-out   |
| 13. | Chindia            | 43   | 39 | 10 | 13 | 16 | 31 | 31 | 0   | Play-out   |
| 14. | Dinamo             | 31   | 39 | 8  | 7  | 24 | 38 | 77 | −39 | Play-out   |
| 15. | Gaz Metan          | 27   | 39 | 7  | 6  | 26 | 27 | 77 | −50 | Play-out   |
| 16. | Academica Clinceni | 14   | 39 | 3  | 5  | 31 | 25 | 96 | −71 | Play-out   |

### Goluri marcate pe etapă
Aceste grafice arată numărul de goluri marcate în fiecare etapă.

#### În sezonul regular
8 meciuri pe etapă.
| 3 meciuri pe etapă. | 5 meciuri pe etapă. |

## Legăturiexterne
- Site web oficial